# 別所茶臼山古墳
別所茶臼山古墳（日语：／ Beshōchausuyamakofun）是位於日本群馬縣太田市別所町的一座前方後圓墳，古墳域內建有圓福寺和12座神社，為日本國史跡新田莊遺跡的一部分，又稱為圓福寺茶臼山古墳或寶泉茶臼山古墳。

## 概要
古墳位處於太田市中央部分，寶泉台地（由良台地）的西部，是一座前方部分朝南而建的大型前方後圓墳，規模次於太田天神山古墳和淺間山古墳，為群馬縣第三大。
墳丘的後圓部分由3層組成，前方部分則是兩層，表面則是川原石的葺石，中段為圓筒埴輪。墳丘側部建有圓福寺本堂，後圓部分建有十二所神社、中間細部是圓福寺千手觀音堂，前方部分是圓福寺馬頭觀世音堂，墳丘也因此被削去很大部分，外圍則是馬蹄形的周壕，但是大部分都被埋掉，只剩餘後圓部北面仍然殘存。
根據墳丘的形狀和出土文物推斷，古墳建於古墳時代中前期（5世紀前半），為該時期東毛的代表古墳，西毛的代表古墳則是淺間山古墳。其後，葬於此古墳的繼任人掌握了整個上毛野地方，後來才興建了東日本最大的太田天神山古墳。
1938年，古墳在《上毛古墳綜覽》中稱為「寶泉村5號墳」。1971年，古墳以「圓福寺茶臼山古墳和傳新田氏歷代墓（附石幢）」的名義，成為群馬縣指定史跡。1991年和1992，對墳丘東面的周壕進行了調查。2000年，由於新史跡新田莊遺跡的誕生，古墳域也包含在新日本國史跡內，因此原本的縣史跡的指定便解除了。

## 規模
古墳的規模如下。
- 墳丘全長：164.5米
- 後圓部分，3層。
  - 直徑：96米
  - 高：11.8米
- 前方部分，兩層。
  - 高：7.3米

## 外部連結
- 別所茶臼山古墳
- 円福寺茶臼山古墳